# Skrytokret
Skrytokret (Cryptochloris) – rodzaj ssaków z podrodziny złotokretów (Chrysochlorinae) w obrębie rodziny złotokretowatych (Chrysochloridae).

## Rozmieszczenie geograficzne
Rodzaj obejmuje gatunki występujące endemicznie w Południowej Afryce.

## Morfologia
Długość ciała 82–92 mm, długość tylnej stopy 10,3–12 mm; brak szczegółowych danych dotyczących masy ciała.

## Systematyka
Rodzaj zdefiniował w 1938 roku amerykańsko-brytyjska para zoologów – Brytyjczyk Guy Chester Shortridge i Amerykanin Thomas Donald Carter – w artykule zatytułowanym Nowy rodzaj oraz nowe gatunki i podgatunki ssaków z Little Namaqualand i Prowincji Północno-Zachodniej oraz nowy podgatunek Gerbillus paeba z Prowincji Przylądkowej Wschodniej, opublikowanym w czasopiśmie „Annals of the South African Museum”. Gatunkiem typowym jest (oryginalne oznaczenie) skrytokret piaskowy (C. zyli).

### Etymologia
Cryptochloris: gr. κρυπτος kruptos ‘ukryty’; rodzaj Chrysochloris Lacépède, 1799 (złotokret).

### Podział systematyczny
Do rodzaju należą następujące gatunki:
| Grafika | Gatunek               | Autor i rok opisu              | Nazwa zwyczajowa    | Podgatunki         | Rozmieszczenie geograficzne | Podstawowe wymiary               | Status IUCN |
| ------- | --------------------- | ------------------------------ | ------------------- | ------------------ | --- | -------------------------------- | ----------- |
|         | Cryptochloris wintoni | Broom, 1907                    | skrytokret wydmowy  | gatunek monotypowy | północno-zachodnia Prowincja Przylądkowa Północna (znany tylko z miejsca typowego)                                                            | DC: 8,6–9,2 cm MC: brak danych   | CR          |
|         | Cryptochloris zyli    | Shortridge & T.D. Carter, 1938 | skrytokret piaskowy | gatunek monotypowy | prowincje: Prowincja Przylądkowa Północna (Groenriviermond) i Zachodnia (Lambert’s Bay); być może na północ wzdłuż wybrzeża do rzeki Olifants | DC: około 8,2 cm MC: brak danych | EN          |

Kategorie IUCN:  EN  – gatunek zagrożony,  CR  – gatunek krytycznie zagrożony.